# Anastassija Sergejewna Romanowa
Anastassija Sergejewna Romanowa (russisch Анастасия Сергеевна Романова; bei der FIS nach englischer Transkription Anastasia Romanova; * 11. Oktober 1993 in Kirowsk, Oblast Murmansk) ist eine russische Skirennläuferin. Sie startet in mehreren Disziplinen, wobei ihre Stärken im Riesenslalom liegen.

## Biografie
Mit 15 Jahren bestritt Romanowa in Russland ihre ersten FIS-Rennen. Im Januar 2011 gab sie in der Abfahrt von Zauchensee ihr Europacup-Debüt, startete seither aber nur noch sehr selten in dieser Disziplin. Ihr bislang bestes Resultat erreichte sie im Februar 2016 mit Rang sieben im Riesenslalom von Borowez. Im Februar 2011 nahm sie in Crans-Montana erstmals an Juniorenweltmeisterschaften teil und belegte bei zwei Ausfällen in vier Starts die Ränge 29 und 33 in Super-G und Abfahrt. Bei drei weiteren JWM-Teilnahmen (Roccaraso 2012, Québec 2013, Jasná 2014) konnte sie diese Ergebnisse nicht mehr übertreffen.
Am 27. Oktober 2012 gab Romanowa im Riesenslalom von Sölden ihr Weltcup-Debüt. In derselben Saison startete sie in Schladming erstmals bei Weltmeisterschaften und klassierte sich als 42. im Riesenslalom. Am Ende der Saison 2013/14 kürte sie sich in Poljarnyje Sori zur russischen Meisterin in dieser Disziplin. Im folgenden Winter belegte sie bei den Weltmeisterschaften 2015 in Vail/Beaver Creek Rang 33 im Riesenslalom und feierte in Juschno-Sachalinsk ihren ersten Sieg im Far East Cup. Nach sporadischen Weltcup-Einsätzen gelang ihr am 30. Januar 2016 im Riesenslalom von Maribor mit Rang 24 der erste Punktegewinn. Sie schloss die Saison auf dem 49. Platz der Disziplinenwertung ab. Erst zwei Jahre später holte sie als 28. in Ofterschwang zum zweiten Mal Weltcuppunkte.

## Erfolge

### Weltmeisterschaften
- Schladming 2013: 42. Riesenslalom
- Vail/Beaver Creek 2015: 33. Riesenslalom

### Weltcup
- 2 Platzierungen unter den besten 30

### Weltcupwertungen
| Saison  | Gesamt | Gesamt | Riesenslalom | Riesenslalom |
| Saison  | Platz  | Punkte | Platz        | Punkte       |
| ------- | ------ | ------ | ------------ | ------------ |
| 2015/16 | 115.   | 7      | 49.          | 7            |
| 2017/18 | 128.   | 3      | 54.          | 3            |

### Far East Cup
- Saison 2015/16: 5. Super-G-Wertung, 8. Riesenslalomwertung
- Saison 2017/18: 7. Super-G-Wertung, 7. Kombinationswertung
- 5 Podestplätze, davon 2 Siege:

| Datum         | Ort                | Land     | Disziplin    |
| ------------- | ------------------ | -------- | ------------ |
| 23. März 2015 | Juschno-Sachalinsk | Russland | Riesenslalom |
| 22. März 2016 | Juschno-Sachalinsk | Russland | Riesenslalom |

### Juniorenweltmeisterschaften
- Crans-Montana 2011: 29. Super-G, 33. Abfahrt
- Roccaraso 2012: 38. Riesenslalom
- Québec 2013: 35. Riesenslalom

### Weitere Erfolge
- Russische Meisterin im Riesenslalom 2014
- Russische Vizemeisterin in Super-G und Riesenslalom 2018
- 2 Podestplätze im South American Cup
- 1 Podestplatz im Australia New Zealand Cup
- 5 Siege in FIS-Rennen